# Дубровачки србокатолички покрет
Дубровачки србокатолички покрет је покрет католичких Срба, јавља се у Дубровнику крајем 19. и почетком 20. века.

## Историја
Из писма дубровачког новинара и публицисте Антуна Стражичића 1893. године Јосипу Јурју Штросмајеру може се видети како говори о великосрпској пропаганди у Дубровнику и како су се дубровачки Хрвати одупирали тој пропаганди. Ипак постојали су људи који су веровали у теорију да постоје Срби који су католици.
Покрет нестаје стварањем јужнословенске државе Краљевине Југославије 1918. године. Реч је о политичком и културном покрету малог дела Дубровчана који је у доба формирања модерних нација изградио српски национални идентитет, а не хрватски као велика већина Дубровчана. Срби католици у коалицији са аутономашима владали су Дубровником скоро читаву деценију, од 1890. до 1899. године. На следећим изборима локални Хрвати су сматрали да су направили грешку и преузели су власт. Наслеђе покрета су имена његових чланова у називима дубровачких места: Шеталиште Ника и Меда Пуцића, Улица Пере Будманије, Улица Балтазара Богишића, Богишић парк, споменик Балтазару Богишићу на цавтатској риви.
У историографији покрет није детаљније разрађен све до априла 2011. године, када је објављена исцрпна анализа дубровачког српскокатоличког покрета, на 711 страница. Никола Тоља, социолог из Дубровника, објавио је књигу Дубровачки Срби католици – истине и заблуде.
Дубровник је, заједно са Далмацијом и Истром, био под влашћу Аустрије. Насупрот томе, на истоку су кнежевине, а касније и краљевине, Србија и Црна Гора, независне и слободне државе на основу одлука Берлинског конгреса 1878. године, објашњава др. Никола Тоља додаје да се таква Србија и Црна Гора, и идеја о уједињењу јужнословенских народа, појавила као спас за део Дубровчана. Неки од најугледнијих Дубровчана излаз су видели у српској национално-политичкој идеји, покушавајући да се приближе слободној Србији, којој су приписивали ујединитељску улогу. Срби католици су настојали да докажу да су дубровачка култура, језик и књижевност одувек били српски. Развоју покрета погодовали су многи фактори, недовршеност процеса хрватске националне интеграције, перцепција Србије као јужнословенског пијемонта, етнографске чињенице (сличност обичаја у Дубровнику и његовом залеђу, нпр. постојање крсне славе под именом Феста), радикалност и хировитост дубровачке омладине, служење угледних Дубровчана у Србији и Црној Гори, утицај Меда Пуцића и чињенице да су Србија и Црна Гора независне државе у којима је nucleus, те се види се будућа јужнословенска државна заједница.
Српски лист Дубровник излазио је од 1892. до 1914. године, а у истом периоду у Дубровнику је излазио и хрватски лист Црвена Хрватска. На челу римокатоличког дубровачког деканата до своје смрти 1900. године био је Србин Иван Стојановић, католички свештеник, а у дубровачком крају је радило двадесетак српских католичких свештеника. Дубровчани католици нису се ни по чему разликовали од Хрвата католика, живели су заједно са њима и нису изражавали међусобну мржњу. Они су у српској националној интеграцији видели бољу будућност града. Њихов отпор клерикализму и клеронационализму истиче се јер су верско и национално сматрали двема одвојеним и међусобно условљеним категоријама. У процесу националне интеграције преовладало је верско правило по коме је Србин православац, а православац Србин, а Хрват католик, а католик Хрват. Потпуној хрватској националној интеграцији Дубровчана погодовала је нетрпељивост старих Дубровчана према православљу.
Вербална битка између присталица Србије (у издању листа Дубровник) и присталица Хрватске (у издању листа Црвена Хрватска) у Дубровнику је била у пуном јеку од 1885. до 1905. године. Посебна напетост и масовна хрватско-српска парница и надметање дошло је до изражаја 1893. године када је откривен споменик Ивану Гундулићу, и 1901. када је папа Лав Осми одузео Заводу светог Јеронима атрибут илирски и увео атрибут хрватски.
Кључна полемика између дубровачких Хрвата и Срба водила се око тога да ли се дубровачко подручје првобитно схватало и називало хрватским или српским. Срби су се углавном позивали на цитат из Порфирогенетове расправе De administrando imperio, у којој се наводи да се хрватске територије простиру искључиво северно од реке Цетине, односно да их јужно од те реке нема. Хрвати су се, пак, придржавали Љетописа попа Дукљанина, који каже да се Хрватска у 10. веку простирала од северне Далмације до Драча и на северу до Уне, те да је била подијељена на Белу и Хрватску, које су се данас разграничавале код данашњег Томиславграда. Црвена Хрватска обухватала је по Дукљанину и Захумље, Травуне, Дукљу и Подгорје, односно дубровачку област, која је дакле хрватска. Срби су искористили чињеницу да је Дубровачка република проширила своју територију куповином земљишта од српских и босанских владара да докажу српство Дубровника. Пељешац је купљен 1333. године, Дубровачко приморје 1399. године, а Конавле ће свакако припасти Дубровчанима 1433. године. Ту су се током векова смењивала бројна племена и заједнице из Делмата, старе Паганије, претворене у католичке Приморце, а најновији талас досељавања донео је из Влашке у данашњу Румунију влашко православно становништво, које су Дубровчани покатоличили. Српски националисти све православне говорнике јужнословенских језика сматрају Србима, па је Дубровник српски.
У парници између две странке значајно је место заузело питање како се звао језик старих Дубровчана и да ли је у дубровачком крају преовладавао штокавски или чакавски дијалект. Дубровчани до новијег времена свом језику нису придавали ни атрибут хрватски a атрибут српски су коиристили најчешће, уз словинско име, свесни припадности словенском свету, атрибут словенски (лингуа слава). Рајмунд Џамањић у Млецима је 1639. године објавио назив Nauk za pisati dobro latinskijema slovima riječi jezika slovinskoga kojijem se Dubrovčani i sva Dalmacija kako vlastitijem jezikom služi. Да би се истакла разлика између словенског и страног језика, коришћен је атрибут нашки. У Држићевој драми Дундо Мароје појављује се лик Гулисава Хрвата. Заговорници српства покушавали су да убеде да се стари Дубровчани не осећају Хрватима, јер у супротном не би било потребе да се наглашава да је Гулисав био Хрват.
Главно оружје у рукама Срба католика било је романтичарско учење по коме се дух и посебност једног народа одређује искључиво језиком. Ово учење заступали су многи истакнути слависти 19. века, међу којима и један практичар Вук Стефановић Караџић. Године 1849. објавио је дело Срби сви и свуда у којем тврди да су сви штокавци Срби, сви кајкавци Словенци, а само чакавци Хрвати. Хрватски назив за језик ретко се среће код старих Дубровчана, али се ипак може наћи. Налази се, на пример, у писму Мавра Ветрановића упућеном Петру Хекторовићу 1539. године, писму Николе Наљешковића Ивану Видалију Корчуланском 1564. и Хортензију Бертучевићу Хварском. Хрвати су износили тврдње да је дубровачко подручје, укључујући и јужне крајеве, првобитно било чакавско. Срби су доказе српства Дубровника видели у употреби ћирилице. Биограф Иве Војновића Мирко Жежељ наводи да Иво није знао да пише ћирилицом. Иво Банац наводи да је Анђело Маслач, учени доминиканац и учитељ Матије Банца, „словио као једини Дубровчанин тог времена који је знао ћирилицу“. Стјепо Обад наводи да је средином 19. века само парох Иво Зафрон знао ћирилицу у Цавтату.
Осим Дубровчанина Антонија Стражичића, Ловре Павловића из Макарске и Пава Камерановића из Бокеља, који су о њиховом покрету писали на врхунцу покрета 1890-их, прву монографију о Србима католицима написао је српски политички исељеник у Канади Лазо М. Костић. Са хрватске стране, покретом се први бавио Иво Банац, који је 1983. године објавио приказ покрета у САД. Сви остали монографски радови о Србима католицима, осим једног обимног дела Косте Милутиновића, објављени су и са хрватске и са српске стране тек 1990. године и касније, и у великој мери су идеолошки обојени и настали су првенствено из идеолошке нужде, углавном као реакција сумрака хрватско-српских односа 1980-их и рата у Хрватској (1991-1995), у којем је Дубровник био под опсадом ЈНА. У јеку рата 1992. године академик Јеремија Митровић објавио је књигу Српство Дубровника у којој опширно разматра етничку природу Дубровника из перспективе Велике Србије. Светозар Борак објавио је књигу Срби католици у Новом Саду, а десет година касније у истом граду Татјана Ракић је објавила дело Покрет Срба католика и Српски покрет у Дубровнику крајем 19. века. Војислав Шешељ ће 2007. године, сакупивши огромну количину материјала, објавити књигу Римокатолички злочиначки пројект вештачке хрватске нације, где на 1.032 странице тврди да су сви самопроглашени Хрвати штокавци заправо Срби које су похрватили Ватикан и други српски непријатељи. На интернет форумима су честе теме о етничкој природи Дубровника. Страница Српски Дубровник на Фејсбуку је изазвала гнев Дубровчана, који су је неколико пута рушили.
Главни идеолог српско-католичког покрета био је властелин Орсат Марков Поза (Медо Пуцић) (1821-1882), а ову идеју је најотвореније прихватио властелин и књижевник Никола Матов Гради (1825-1894), поглавар Гондола Франо Сигисмундов (1833 – 1899) и политичар Луко Михов Бона, а међу интелектуалном елитом Дубровника изван племићког круга Милан Решетар, Балдо Богишић и други.
Павле Ровински је записао да до пре 20 година у Дубровнику није било ни помена о хрватству. Са хрватском агитацијом су дошли и сукоби. Тада је, по њему, проглашено и дубровачко српство. Хрватство је испољавало ватрену пропаганду, спојену с грубим и дивљим насиљем, а све у служби Аустрије, која је владала и јачала паролом, завади па владај.

## Познати чланови
- Влахо Матијевић
- Иван Стојановић
- Милан Решетар
- Франо Гондола
- Никша Гради
- Медо Пуцић
- Антун Пуљези
- Мато Грацић
- Антун Фабрис
- Вицко Адамовић
- Лујо Војновић
- Михо Ваћети
- Перо Будмани
- Стијепо Кастрапели
- Луко Зоре
- Марко Цар
- Лујо Адамовић